# Габагіб
Габагіб (англ. Ghabaghib, араб. غباغب) — поселення в Сирії, адміністративний центр друзької общини в нохії Габагіб, яка входить до складу мінтаки Ес-Санамейн в південній сирійській мухафазі Дара.